# 슈퍼주니어의 음반 외 활동 목록
이 문서는 슈퍼주니어의 음반 외 활동 목록에 관한 내용이다.

## 등장 작품

### 이특
- 2000년 MBC 이브의 모든 것 (엑스트라)
- 2006년 MBC 레인보우 로망스 (우정출연)
- 2007년 영화 꽃미남 연쇄 테러사건
- 2011년 MBC 몽땅 내 사랑 (카메오 출연)
- 2011년 KBS1 우리집 여자들 (엑스트라)
- 2012년 영화 I AM.
- 2013년 뮤지컬 The Promise

### 희철
- 2005년 KBS 반올림 2
- 2005년 KBS 러브홀릭
- 2005년 MBC 레인보우 로망스
- 2006년 SBS 불량가족
- 2007년 SBS 황금신부
- 2007년 영화 꽃미남 연쇄 테러사건
- 2007년 영화 앨빈과 슈퍼밴드 더빙
- 2008년 ETN 강인하고 희철하게
- 2008년 뮤지컬 제너두
- 2009년 MBC 태희 혜교 지현이 (우정출연)
- 2009년 SBS 천만번 사랑해
- 2010년 MBC 나는 전설이다 (우정출연)
- 2011년 CCTV 靑春旋律 청춘선율
- 2014년 tvN 꽃할배 수사대

### 예성
- 2007년 영화 꽃미남 연쇄 테러사건
- 2009년 뮤지컬 남한산성 (뮤지컬)
- 2010년 뮤지컬 홍길동
- 2017년 드라마 보이스

### 신동
- 2007년 영화 꽃미남 연쇄 테러사건
- 2007년 영화 앨빈과 슈퍼밴드 (더빙)
- 2007년 MBC 황금어장 - 라디오 스타 (고정 DJ)
- 2008년 KBS 싱글파파는 열애중
- 2009년 MBC 내조의 여왕 (엑스트라)
- 2010년 SBS 닥터챔프
- 2011년 MBC 몽땅 내 사랑 (우정 출연)
- 2011년 영화 알파 앤 오메가 (더빙)
- 2012년 영화 I AM.

### 은혁
- 2005년 MBC 레인보우 로망스 (우정출연)
- 2007년 영화 꽃미남 연쇄 테러사건
- 2011년 뮤지컬 페임
- 2012년 영화 I AM.
- 2017년 SBS 마스터키

### 동해
- 2007년 영화 꽃미남 연쇄 테러사건
- 2010년 SBS 괜찮아 아빠딸
- 2011년 대만 화려한 도전
- 2012년 영화 I AM.
- 2012년 드라마 판다양과 고슴도치
- 2014년 영화 고민
- 2014년 드라마 신의퀴즈 시즌4

### 시원
- 2004년 KBS 부모님 전상서
- 2005년 KBS 열여덟 스물아홉
- 2005년 KBS 드라마시티 '납골당 소년'
- 2006년 KBS 봄의 왈츠
- 2007년 영화 묵공
- 2007년 MBC 향단전
- 2007년 영화 꽃미남 연쇄 테러사건
- 2010년 SBS 오! 마이 레이디
- 2010년 SBS 아테나: 전쟁의 여신
- 2011년 대만 화려한 도전
- 2011년 KBS 포세이돈
- 2012년 영화 I AM.
- 2012년 SBS 드라마의 제왕
- 2015년 MBC 그녀는 예뻤다
- 2017년 tvN 변혁의 사랑

### 려욱
- 2007년 영화 꽃미남 연쇄 테러사건
- 2011년 뮤지컬 늑대의 유혹
- 2012년 영화 I AM.
- 2013년 뮤지컬 하이스쿨 뮤지컬 (뮤지컬)
- 2014년 뮤지컬 여신님이 보고계셔
- 2015년 뮤지컬 여신님이 보고계셔
- 2015년 뮤지컬 아가사
- 2015년 ~ 2016년 연극 한밤중에 개에게 일어난 의문의 사건
- 2019년 ~ 2020년 뮤지컬 광염소나타
- 2021년 뮤지컬 메리셸리
- 2021년 ~ 2022년 뮤지컬 팬레터

### 규현
- 2010년 뮤지컬 삼총사
- 2011년 뮤지컬 삼총사
- 2012년 뮤지컬 캐치 미 이프 유 캔
- 2012년 영화 I AM.
- 2014년 뮤지컬 해를 품은 달
- 2014년 뮤지컬 싱잉인더레인
- 2014년 뮤지컬 그날들
- 2015년 뮤지컬 로빈훗
- 2015년 뮤지컬 베르테르
- 2020년 뮤지컬 웃는남자
- 2021년 뮤지컬 팬텀
- 2021년 뮤지컬 프랑켄슈타인

### 성민
- 2005년 MBC 자매바다
- 2005년 KBS 드라마시티 '납골당 소년'
- 2007년 영화 꽃미남 연쇄 테러사건
- 2008년 MBC Every1 슈퍼주니어의 기막힌 이야기
- 2009년 뮤지컬 아킬라
- 2010년 뮤지컬 홍길동
- 2010년 KBS 프레지던트
- 2011년 뮤지컬 잭 더 리퍼
- 2012년 영화 I AM.
- 2012년 뮤지컬 잭 더 리퍼
- 2013년 뮤지컬 잭 더 리퍼
- 2013년 뮤지컬 썸머 스노우
- 2013년 뮤지컬 삼총사

### 강인
- 2002년 SBS 남과 여 '해피버스데이' (엑스트라)
- 2006년 MBC 레인보우 로망스 (우정출연)
- 2007년 MBC 드라마넷 빌리진 날 봐요 (우정출연)
- 2007년 영화 꽃미남 연쇄 테러사건
- 2007년 영화 앨빈과 슈퍼밴드 더빙
- 2008년 ETN 강인하고 희철하게
- 2008년 뮤지컬 제너두
- 2008년 영화 순정만화
- 2009년 MBC 그 분이 오신다 (우정출연)
- 2009년 MBC 드라마넷 하자 전담반 제로

### 기범
- 2004년 KBS 4월의 키스
- 2005년 KBS 반올림 2
- 2005년 SBS 백만장자와 결혼하기
- 2006년 SBS 눈꽃
- 2007년 영화 꽃미남 연쇄 테러사건
- 2008년 MBC 춘자네 경사났네
- 2010년 영화 주문진
- 2010년 연극 낮잠
- 2011년 SBS 뿌리깊은 나무
- 2012년 tvN 아이러브 이태리

## 텔레비전 고정 (MC, 패널)
- KM 슈퍼주니어쇼
- KM 미소년 합숙 대소동
- TVn신서유기(규현)
- KM 미소년 다이어리
- Mnet 대결! 슈퍼주니어의 자작극
- Mnet 미스터리 추적 6
- Mnet Band of brothers (희철, 강인)
- Mnet 이특의 러브파이터 (이특)
- Mnet 신동의 풋사과사운드 (신동)
- Mnet 엠카운트다운 (MC 이특, 강인, 신동, 은혁)
- Mnet Super Summer (시원, 동해, 기범)
- Mnet 총각 연애하다 (MC 이특)
- Mnet 춤추는 용형동제 (신동)
- Mnet Hello 챗 (신동, 성민)
- Mnet 아이돌월드 (슈퍼주니어-T)
- Mnet 레전드 오브 슈퍼주니어
- Mnet 슈퍼아이돌차트쇼 (려욱)
- Comedy TV 기막힌 외출3 (이특, 강인, 예성, 성민, 은혁, 신동, 동해)
- TBS 생방송 슈퍼주니어 뮤직쇼
- ETN 슈주 다이어리
- E채널 최강커플 (MC 이특)
- MBC 뽀뽀뽀 (신동)
- MBC 황금어장 라디오 스타 (신동)
- MBC 일요일 일요일밤에 우리 결혼했어요 (강인)
- MBC 일요일 일요일 밤에 오빠밴드 (성민)
- MBC 일요일 일요일밤에 불가능은 없다 (강인)
- MBC 일요일 일요일밤에 동안클럽 (강인)
- MBC 일요일 일요일밤에 오늘을 즐겨라 (이특)
- MBC 아름다운 이들을 위한 콘서트 (시원)
- MBC 황금어장 라디오 스타 (희철)
- MBC 황금어장 라디오 스타 (규현)
- MBC 우리 결혼했어요 (이특)
- MBC Every1 아이돌군단의 떴다! 그녀 시즌1 (강인, 성민, 이특, 은혁, 신동, 예성)
- MBC Every1 슈퍼주니어의 기막힌 이야기
- MBC Every1 러브 추격자 (MC 이특, 예성)
- MBC Every1 슈퍼주니어의 선견지명 (MC 이특, 은혁, 규현)
- SBS 슈퍼주니어의 풀하우스
- SBS TV동물농장 다시 사랑해줄...개(犬)
- SBS 일요일이 좋다 슈퍼주니어의 인체탐험대
- SBS 강심장 (이특, 은혁, 신동)
- SBS 놀라운 대회 스타킹 (MC 이특)
- SBS 인기가요 (MC 희철)
- SBS 좋아서 (희철)
- SBS 패밀리가 떴다2 (희철)
- SBS 맨발의 친구들 (은혁)
- KBS2 대결 노래가 좋다 (MC 이특)
- KBS2 도전! 황금사다리 (MC 이특)
- KBS2 게임쇼! 기막힌 대결 (강인)
- KBS2 출발 드림팀 시즌2 (은혁)
- KBS2 자유선언 토요일 시크릿 (MC 희철)
- KBS2 스타 패밀리쇼 맘마미아 (MC 규현)
- KBS JOY 꽃미남 포차 (예성)
- KBS JOY 슈퍼주니어와 씨스타의 헬로 베이비 (이특)
- KBS Drama 휴먼 네트워크 슈퍼주니어의 미라클 (MC 이특, 강인, 성민, 신동, 은혁)
- tvN 오천만의 대 질문 (MC 이특)
- Mnet 비틀즈 코드 시즌 2 (MC 신동)
- MBC MUSIC 쇼 챔피언 (MC 신동)
- JTBC 썰전 (MC 희철)
- Mnet 비틀즈 코드 3D (MC 신동)
- MBC MUSIC 쇼 챔피언 (MC 강인)
- JTBC 코드 - 비밀의 방 (희철)
- XtvN 슈퍼TV
- JTBC 아는형님 (희철, 신동)
- MBC every1 주간아이돌 (MC 은혁)

## 웹예능
- 유튜브 선미의 SHOW 터뷰 (이특, 신동, 동해

## CF
- (일본) 서클 K 선쿠스
- (일본) NF 소나타 (기범)
- (중국) 珍視明 (한경)
- (중국) 金帅威 sport shoes (한경)
- (중국) Semir (슈퍼주니어-M)
- (중국) OPPO (슈퍼주니어-M)
- (중국) LG 옵티머스 글레어
- (중화권) 펩시콜라 (슈퍼주니어-M)
- (태국) 12Plus
- (태국) 12Plus BB Powder (동해, 시원)
- (태국) YAHAMA Fino
- (태국) MAXIM Contact Lens (동해)
- (태국) Acer (시원)
- 1677콜렉트콜 (희철, 강인, 신동)
- 더위사냥 (이특, 동해) - 이한위와 함께 출연
- 오뚜기 라면볶이 (희철, 기범)
- 광동제약 썬키스트 레몬&자몽에이드 (희철, 강인)
- 크라운 마이쮸 (기범)
- 롯데제과 빼빼로 (희철)
- 광동제약 썬키스트 스위티에이드
- SPRIS (희철, 기범)
- 아이비클럽
- 에비수 (시원)
- 엘리트 (기범)
- 올림푸스 (동해)
- 헌혈공익광고 (슈퍼주니어-Happy) - 이영아와 함께 출연
- CBW 건프라 (기범)
- KTF (기범)
- NII
- SK C&C PMP (기범)
- 펩시콜라 (이특)
- 인터넷악플공익광고 (강인)
- OZ Generation (기범)
- 교촌치킨
- Hi Seoul
- Korea Spakling
- 센드빌 (이특, 예성, 신동, 성민, 은혁)
- SPAO
- 엘리트 지면광고 (시원, 기범)
- 별따먹자 지면광고
- 비요뜨 지면광고 (시원)
- SPRIS 지면광고 (희철, 기범)
- 해피바스 딥 클리어 클렌징 폼 지면광고 (동해, 규현)
- SK W Smartphone "리액션" (시원)
- 마몽드 (시원)
- 카페라떼 (시원)
- 롯데면세점
- 토니모리 (슈퍼주니어M)

## 라디오
- 김희철 박희본의 영스트리트 (종영)
- 강인의 천방지축 라디오 (하차)
- 성민, 써니(수영)의 천방지축 라디오 (종영)
- 예성의 미라클 포유 (종영)
- 강인, 태연의 친한친구 - 수도권 기준 91.9MHz (하차)
- 슈퍼주니어의 키스 더 라디오 - 수도권 기준 89.1MHz
- 신동의 심심타파 - 수도권 기준 95.9MHz (하차)
- 김희철의 성동카페 (종영)

## MV
- (대만) 임의신 萤火虫 - 동해, 시원
- (일본) ロクゴ! - 슈퍼주니어 T
- (일본) Opera (오페라)
- (중국) 迷 - 슈퍼주니어 M
- (중국) 北京欢迎你! - 한경
- (중국) U - 슈퍼주니어 M
- (중국) SUPER GIRL - 슈퍼주니어 M
- (중국) 내일이면 - 슈퍼주니어 M
- (중국) 飞蛾扑火 - 한경
- (중국) Say No - 한경
- (중국) 撑伞 - 한경
- (중국) 女皇 - 한경
- (중국) My logo - 한경
- (중국) 爱的翅膀 - 한경
- (중국) 心疼·笔记本 - 한경
- 친친 가요제 2004 Hi summer - 려욱
- 친친 가요제 2006 Hi ya ya 겨울날 - 규현
- 보아 Key Of Heart - 동해
- 마골피 비행소녀 - 희철, 강인, 신동
- 소녀시대 Kissing You - 동해
- 장리인 Timeless - 한경, 시원
- 장리인 星愿 (I will) - 한경, 시원
- 장리인 幸福的左岸 (연인이여) - 한경, 시원
- 다나 what is love - 시원
- 동방신기 세상에 단 하나뿐인 마음 - 동해
- 동방신기 Free your mind - 은혁
- 천상지희 더 그레이스 열정 - 기범
- 영원 이불 (티져) - 신동
- 이승환 Happily Ever After (순정만화 O.S.T) - 강인
- 오지은 이게 바로 사랑일까? (순정만화 O.S.T) - 강인
- TRAX 가슴이 차가운 남자 - 희철
- TRAX 창문 - 규현
- 씨스타 가십걸 - 희철
- 베이지 친구와 사랑에 빠질 때 - 려욱
- 소녀시대 훗 - 시원
- 데프콘 킹왕짱 - 희철
- 꼬레 아리랑
- 손을 잡아요 - 슈퍼주니어 Happy
- 사랑 하나죠 (Only love) - SM Town
- 여행을 떠나요 - SM Town
- 태양은 가득히 (Red sun) - SM Town
- Show me your love - SM Town
- Snow Dream - SM Town
- SeaSide 휴게소 - SM Town
- Santa U Are The One - SM Town
- 니가 그리워 - SM 더 발라드
- Hot Times - SM 더 발라드
- HAPPY BuBBle - 동해, 규현
- 북문의 덫 (뮤지컬 남한산성 O.S.T) - 예성
- 장리인 晴天,雨天 - 동해
- 제이 시월애 (하자 전담반 제로OST) - 강인
- 한 사람만을 - 슈퍼주니어 K.R.Y.
- 로꾸거!!! - 슈퍼주니어 T
- 요리왕 (Cooking? Cooking!) - 슈퍼주니어 Happy
- 파자마파티 (Pajama Party) - 슈퍼주니어 Happy
- Twins (Knock Out)
- Miracle
- U
- Dancing Out
- 행복
- Wonder boy
- Don't don
- Marry U
- One Love
- Sorry, Sorry
- 너라고 (It's You)
- Sorry, Sorry - Answer
- 미인아 (BONAMANA)
- 너 같은 사람 또 없어 (No Other)
- Mr. Simple
- A-Cha
- SUPERMAN
- Sexy, Free & Single
- S.E.O.U.L
- 빅토리 코리아
- 강심장 로고송 - 이특, 신동, 은혁, 동해
- Fly (슈퍼스타K 3 O.S.T) - 슈퍼주니어 K.R.Y.
- 김장훈 이별 참 나답다 - 희철
- Fix 말하지마 - 은혁
- 떴다 오빠 - 은혁, 동해
- Spy
- Hero
- Blue World
- 아직도 난 - 동해, 은혁
- Devil
- Magic

## 드라마
- 2000년 MBC 이브의 모든 것 (이특) - 엑스트라
- 2002년 SBS 오픈드라마 남과 여 '해피버스데이'편 (강인) - 엑스트라
- 2004년 KBS2 4월의 키스 (기범 : 한정우 아역)
- 2004년 KBS2 부모님 전상서 (시원 : 김훈섭 역)
- 2005년 KBS2 반올림2 (희철 : 백진우 역, 기범 : 주여명 역)
- 2005년 KBS2 열여덟 스물아홉 (시원 : 강상영 아역)
- 2005년 KBS2 러브홀릭 (희철 : 주호 역)
- 2005년 MBC 자매바다 (성민 : 강동신 아역)
- 2005년 KBS 드라미시티 '납골당 소년'편 (시원 : 정명 역, 성민 : 야구부 소년 역)
- 2005년 MBC 레인보우 로망스 (희철, 기범)
- 2005년 SBS 백만장자와 결혼하기 (기범 : 김영훈 아역)
- 2005년 MBC 레인보우 로망스 (한경, 은혁) - 우정출연
- 2006년 KBS2 봄의 왈츠 (시원 : 박상우 역)
- 2006년 SBS 불량가족 (희철 : 공민 역)
- 2006년 MBC 레인보우 로망스 (슈퍼주니어) - 우정출연
- 2006년 SBS 눈꽃 (기범 : 하영찬 역)
- 2006년 MBC 레인보우 로망스 (이특, 강인) - 우정출연
- 2007년 SBS 황금신부 (희철 : 김영수 역)
- 2007년 MBC 향단전 (시원 : 이몽룡 역)
- 2007년 MBC 드라마넷 빌리진 날 봐요 (강인 : 조승우 역) - 우정출연
- 2008년 KBS2 싱글파파는 열애중 (신동 : 오칠구 역)
- 2008년 MBC 춘자네 경사났네 (기범 : 박정우 역)
- 2008년 MBC 에브리원 별순검 (슈퍼주니어) - 엑스트라
- 2008년 ETN 뮤지컬 명랑 도전기 강인하고 희철하게 (희철, 강인)
- 2008년 중국 CCTV 青春舞台 (한경)
- 2009년 MBC everone 그 분이 오신다 (강인) - 우정출연
- 2009년 MBC 내조의 여왕 (신동) - 엑스트라
- 2009년 MBC 드라마넷 하자 전담반 제로 (강인 : 나호태 역)
- 2009년 MBC 태희혜교지현이 (희철) - 우정출연
- 2009년 SBS 천만번 사랑해 (희철 : 이철 역)
- 2010년 SBS 오! 마이 레이디 (시원 : 성민우 역)
- 2010년 SBS 닥터챔프 (신동 : 강우람 역)
- 2010년 SBS 괜찮아,아빠 딸 (동해 : 최욱기 역)
- 2010년 KBS 프레지던트 (성민 : 장성민 역)
- 2010년 SBS 아테나 : 전쟁의 여신 (시원 : 김준호 역)
- 2011년 대만 GTV 화려한 도전 : (시원 : 둔허렌 역, 동해 : 부포샹 역)
- 2011년 KBS 포세이돈 (시원 : 김선우 역)
- 2011년 SBS 뿌리깊은 나무 (기범 : 박팽년 역)
- 2012년 tvn 아이러브 이태리 (기범 : 황민수 역)
- 2012년 채널A 판다양과 고슴도치 (동해 : 고승지 역)
- 2012년 SBS 드라마의 제왕 (시원 : 강현민 역)
- 2014년 tvN 꽃할배 수사대 (희철 : 박정우 역)
- 2014년 OCN 신의퀴즈 시즌4 (동해 : 한시우 역)
- 2015년 MBC 그녀는 예뻤다 (시원 : 김신혁 역)
- 2017년 드라마 보이스 (예성 : 오현호 역)

## 영화
- 2007년 묵공 (시원)
- 2007년 꽃미남 연쇄 테러사건 (슈퍼주니어)
- 2007년 앨빈과 슈퍼밴드 더빙 (희철, 강인, 신동)
- 2008년 순정만화 (강인)
- 2010년 주문진 (기범)
- 2011년 알파 & 오메가 더빙 (신동)
- 2012년 영화 I AM (슈퍼주니어)

## 뮤지컬 (연극)
- 2008년 뮤지컬 제너두 (희철, 강인 : 쏘니 역)
- 2009년 뮤지컬 남한산성 (예성 : 정명수 역)
- 2009년 뮤지컬 아킬라 (성민 : 로 역)
- 2010년 연극 낮잠 (기범 : 영진 역)
- 2010년 뮤지컬 홍길동 (예성, 성민 : 홍길동 역)
- 2010년 뮤지컬 스팸어랏 (예성 : 갈라핫 역)
- 2010년 뮤지컬 삼총사 (규현 : 달타냥 역)
- 2011년 뮤지컬 잭 더 리퍼 (성민 : 다니엘 역)
- 2011년 뮤지컬 늑대의 유혹 (려욱 : 정태성 역)
- 2011년 뮤지컬 페임 (은혁 : 타이런 잭슨 역)
- 2012년 뮤지컬 Catch Me If You Can (규현 : 프랭크 주니어 역)
- 2013년 뮤지컬 The Promise (이특 : 미스김 역)
- 2013년 뮤지컬 썸머 스노우 (성민 : 진하 역)
- 2013년 뮤지컬 하이스쿨 뮤지컬 (려욱 : 트로이 역)
- 2013년 뮤지컬 삼총사 (성민 : 달타냥 역)
- 2014년 뮤지컬 해를 품은 달 (규현 : 이훤 역)
- 2014년 뮤지컬 여신님이 보고계셔 (려욱 : 류순호 역)
- 2014년 뮤지컬 SINGIN’ IN THE RAIN (규현 : 돈 락우드 역)
- 2014년 뮤지컬 그날들 (규현 : 무영 역)
- 2015년 뮤지컬 로빈훗 (규현 : 필립 왕세자 역)
- 2015년 뮤지컬 베르테르 (규현 : 베르테르 역)
- 2016년 뮤지컬 모차르트! (규현 : 모차르트 역)
- 2020년 뮤지컬 웃는남자 (규현 : 그윈플렌 역)